# Воукс, Сэм
Сэ́мьюэл Майкл Во́укс (англ. Samuel Michael Vokes, более известный как Сэм Воукс (англ. Sam Vokes; род. 21 октября 1989, Саутгемптон, Гэмпшир) — валлийский футболист, нападающий английского клуба «Уиком Уондерерс».

## Клубная карьера
5 октября 2006 года Сэм Воукс дебютировал в английском клубе «Борнмут» в матче Лиги 1 Футбольной лиги (третьего дивизиона в системе футбольных лиг Англии) против клуба «Ноттингем Форест». Этот матч закончился со счётом 2:0 в пользу «Борнмута». Свой первый гол Воукс забил 16 декабря 2006 года в матче против «Джиллингема» (1:1). В течение после этого, благодаря демонстрируемым им хорошей форме и качеству игры, Воукс подписал с клубом свой первый профессиональный контракт. Воукс играл в «Борнмуте» до конца сезона 2007/08, забив в этот год 12 голов, однако, по причине выбывания «Борнмута» во Вторую лигу, для него открылись более перспективные возможности. Интерес к Воуксу проявили «Ньюкасл», «Астон Вилла», «Эвертон» и «Селтик».
23 мая 2008 году Воукс перешёл в «Вулверхэмптон Уондерерс» подписав контракт на четыре года. Дебютным для Сэма за «Вулверхэмптон» стал матч открытия сезона 2008/09, в котором он, выйдя на замену, сравнял счёт, и его клуб закончил матч против клуба «Плимут Аргайл» вничью 1:1. Воукс на этом не остановился, и, начав 13 сентября матч против клуба «Чарльтон Атлетик» на скамейке запасных, забил дубль. Возможность начать матч в основном составе предоставилась Сэму 10 апреля 2009 года в игре против «Саутгемптона», в которой Воукс оправдал надежды тренера, забив первый гол своей команды на первой же минуте матча, закончившегося со счётом 3:0.

## Карьера в сборной
Сэм Воукс родился в Англии, однако, переехав в Уэльс, получил возможность выступать под его флагом, благодаря своему валлийскому деду — Майклу Финчу. 6 февраля 2007 года он дебютировал в молодёжной сборной Уэльса в отборочном матче молодёжного чемпионата Европы против молодёжной сборной Северной Ирландии. После победы над североирландцами со счётом 4:0, Воукс был вызван в национальную сборную. Он дебютировал в матче против Исландии 28 мая 2008. Во время отбора на чемпионат мира 2010 Воукс забил свой первый гол за сборную в матче против Азербайджана 6 сентября 2008 года. 
В мае 2016 года Воукс попал в предварительный список из 29 футболистов к Евро-2016, а позже и в окончательный состав на турнир. Первого июля он вышел на поле с замены и забил в четвертьфинальном матче против Бельгии, которую Уэльс в итоге выиграл со счётом 3–1, впервые попав в полуфинал международного турнира.  
Воукс является самым забивающим футболистом сборной Уэльса из тех, кто был рождён за пределами страны.